# Mara Corday
Mara Corday (nascida: Marilyn Joan Watts; 3 de janeiro de 1930 – 9 de fevereiro de 2025) foi uma dançarina, modelo e atriz estadunidense. Foi eleita como Playmate pela revista Playboy em outubro de 1958.

## Vida pessoal
Após a morte de Suzan Ball em 1955, a primeira esposa do ator Richard Long, Corday passou a namorar Long, e eles se casaram em 1957. Através da irmã de Long, Barbara, Corday foi cunhada do ator Marshall Thompson. No início dos anos 1960, Corday desistiu de sua carreira para se dedicar à família. Viúva em 1974, ela e Long tiveram três filhos durante o casamento de dezessete anos: Valerie, Carey e Gregory.
Corday morreu de doença cardiovascular arteriosclerótica em sua casa em Valência, Califórnia, em 9 de fevereiro de 2025, aos 95 anos.

## Filmografia
- 1952: Two Tickets to Broadway
- 1952: Sea Tiger
- 1952: Son of Ali Baba
- 1952: Toughest Man in Arizona
- 1953: The Lady Wants Mink
- 1953: Problem Girls
- 1953: Tarzan and the She-Devil
- 1953: Sweethearts on Parade
- 1953: Money from Home
- 1954: Yankee Pasha
- 1954: Playgirl
- 1954: Drums Across the River
- 1954: Francis Joins the WACS
- 1954: Dawn at Socorro
- 1954: So This Is Paris
- 1955: Man Without a Star
- 1955: Tarantula
- 1955: Foxfire
- 1956: Raw Edge
- 1956: A Day of Fury
- 1956: Naked Gun
- 1957: The Quiet Gun
- 1957: The Giant Claw
- 1957: Undersa Girl
- 1957: The Black Scorpion
- 1958: Girl on the Loose
- 1977: The Gauntlet
- 1983: Sudden Impact
- 1989: Pink Cadillac
- 1990: The Rookie